# Lamarck-Insel
Die Lamarck-Insel (französisch Île Lamarck) ist eine kleine, 165 m lange Felseninsel vor der Küste des ostantarktischen Adélielands. Sie liegt 165 m nordöstlich der Rostand-Insel im Géologie-Archipel.
Französische Wissenschaftler kartierten sie im Verlauf einer von 1949 bis 1951 dauernden Forschungsreise und benannten sie nach dem französischen Naturforscher Jean-Baptiste de Lamarck (1744–1829).